# Диференціація гірських порід
Диференціа́ція гірськи́х порі́д — природне розділення гірських порід за фізичними, хімічними та іншими ознаками під дією зовнішніх факторів.
Розрізняють:
- осадова диференціація
- хімічна диференціація
- метаморфічна диференціація